# Marshall County (Mississippi)
Marshall County is een county in de Amerikaanse staat Mississippi.
De county heeft een landoppervlakte van 1.829 km² en telt 34.993 inwoners (volkstelling 2000). De hoofdplaats is Holly Springs.

## Bevolkingsontwikkeling

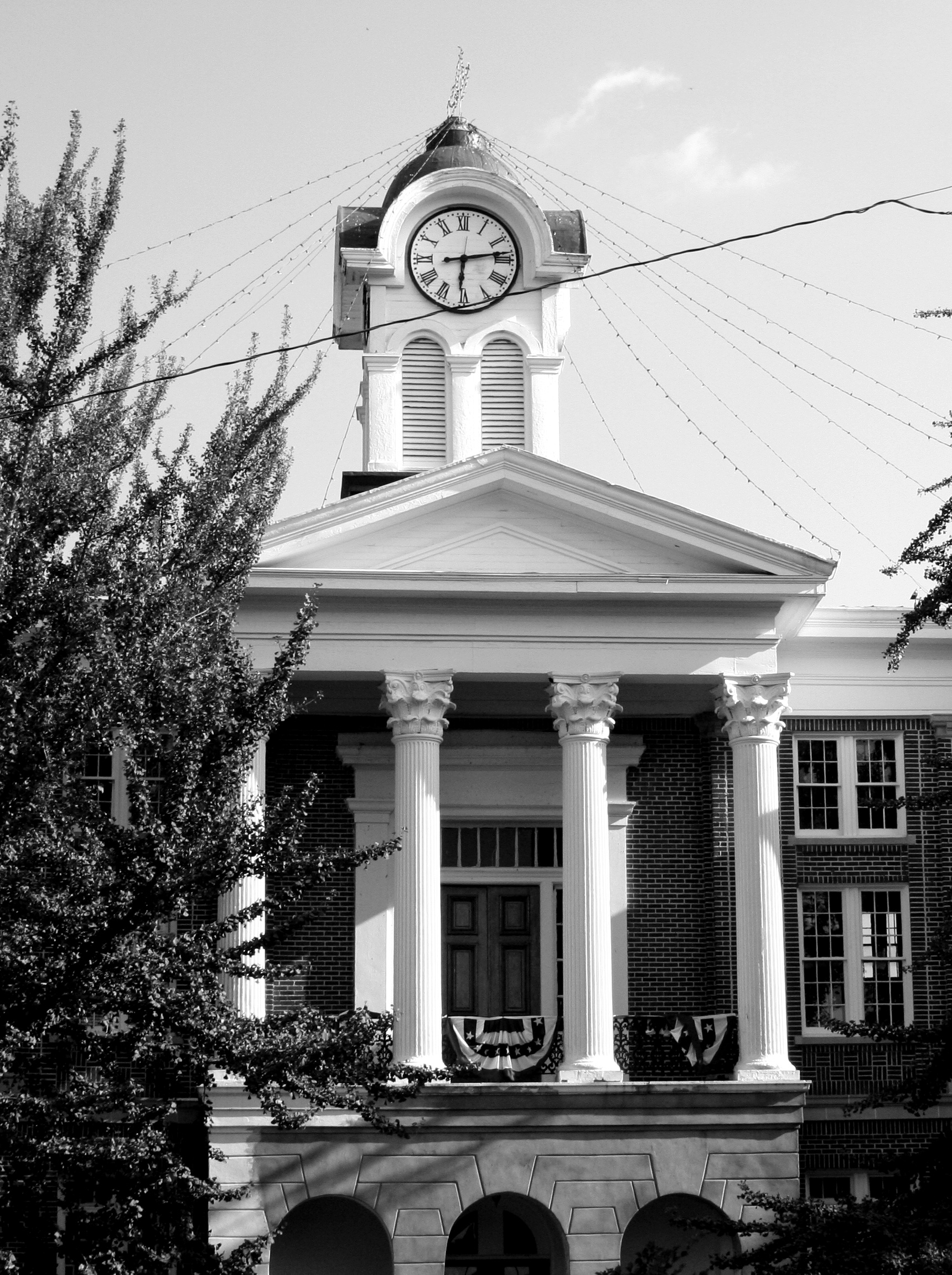
Marshall County Courthouse